# Southside Flyers
Les Southside Flyers (anciennement Dandenong Rangers), sont un club féminin australien de basket-ball basé dans la ville de Melbourne et évoluant en Women's National Basketball League, le plus haut niveau en Australie.

## Historique

Ancien logo

## Palmarès
- Women's National Basketball League : 2004, 2005, 2012, 2020-2021[2]

Après des éliminations en demi-finales en 2013, 2014, 2015 et 2016, en finale en 2017 et en mars 2020, les Flyers remportent le titre 2020-2021 en décembre 2020 avec 17 points d'avance sur Townsville Fire.

## Entraîneurs successifs
- Depuis ? : Gary Fox

## Effectif 2013-2014
| Numéro | Nom              | Née le            | Taille | Nationalité | Poste           |
| 4      | Jenna O'Hea      | 6 juin 1987       | 1,85 m | Australie   | Ailière         |
| 5      | Aimee Clydesdale | 21 septembre 1996 | 1,76 m | Australie   | Arrière         |
| 6      | Leilani Mitchell | 15 juin 1985      | 1,65 m | États-Unis  | Meneuse         |
| 7      | Amanda Hobba     | 30 juin 1987      | 1,63 m | Australie   | Arrière         |
| 10     | Alice Kunek      | 6 juin 1991       | 1,87 m | Australie   | Ailière         |
| 11     | Clare Papavs     | 11 mars 1987      | 1,80 m | Australie   | Arrière-Ailière |
| 12     | Alison Downie    | 17 juillet 1984   | 1,81 m | Australie   | Arrière-Ailière |
| 13     | Kayla Pedersen   | 14 avril 1989     | 1,93 m | États-Unis  | Pivot           |
| 15     | Lauren Scherf    | 7 mars 1996       | 1,95 m | Australie   | Pivot           |
| 21     | Natalie Novosel  | 22 novembre 1989  | 1,80 m | États-Unis  | Arrière         |
| 32     | Rosie Moult      | 3 avril 1990      | 1,85 m | Australie   | Ailière         |
| 33     | Rebecca Mercer   | 20 septembre 1986 | 1,75 m | Australie   | Arrière         |
| 35     | Brigitte Ardossi | 7 août 1987       | 1,68 m | Australie   | Pivot           |
| 51     | Bridget Deery    | 3 juin 1991       | 1,76 m | Australie   | Arrière         |

- Entraîneur : Mark Wright
- Assistants : Andrew Sherwell

## Effectif 2012-2013
| Numéro | Nom               | Née le            | Taille | Nationalité | Poste           |
| 4      | Jenna O'Hea       | 6 juin 1987       | 1,85 m | Australie   | Ailière         |
| 5      | Aimee Clydesdale  | 21 septembre 1996 | 1,76 m | Australie   | Arrière         |
| 7      | Tegan Cunningham  | 23 janvier 1988   | 1,86 m | Australie   | Ailière         |
| 8      | Stephanie Cumming | 26 juillet 1986   | 1,78 m | Australie   | Arrière         |
| 9      | Briahna Whatman   | 12 août 1994      | 1,70 m | Australie   | Arrière         |
| 10     | Carley Mijovic    | 1er août 1994     | 1,96 m | Australie   | Pivot           |
| 11     | Clare Papavs      | 11 mars 1987      | 1,80 m | Australie   | Arrière-Ailière |
| 12     | Alison Downie     | 17 juillet 1984   | 1,81 m | Australie   | Arrière-Ailière |
| 13     | Rosie Fadljevic   | 17 septembre 1993 | 1,83 m | Australie   | Ailière         |
| 15     | Sara Blicavs      | 15 février 1993   | 1,88 m | Australie   | Arrière-Ailière |
| 25     | Krista Phillips   | 18 mai 1988       | 1,98 m | Canada      | Pivot           |
| 33     | Rebecca Mercer    | 20 septembre 1986 | 1,75 m | Australie   | Arrière         |
| 44     | Kathleen MacLeod  | 23 octobre 1986   | 1,68 m | Australie   | Arrière         |

- Entraîneur : Mark Wright
- Assistants : Andrew Sherwell

L'équipe se classe deuxième de la saison régulière avec 19 victoires pour 5 défaites.

## Joueuses célèbres ou marquantes
- Emma Randall
- Emily McInerny
- Penny Taylor
- Leilani Mitchell